# Едуард Фридрих Еверсман
Александър Едуард Фридрих фон Еверсман (на немски: Alexander Eduard Friedrich Eversmann; на руски: Эдуард Александрович Эверсман) е германски зоолог, ботаник и изследовател, работил през по-голямата част от живота си в Русия.

## Произход и младежки години (1794 – 1820)
Роден е на 23 януари 1794 година във Верингхаузен, Вестфалия, Германия. Учи в Марбургския и Берлинския университет, като се дипломира през 1814 г. в Университета в Хале. През 1817 г. защитава докторат по медицина и хирургия в Университета в Тарту. Следващите няколко години прекарва в Южен Урал, където събира образци от биологични видове за Хинрих Лихтенщайн от Берлинския университет. През това време се подготвя за експедиция в Централна Азия, като изучава тамошните езици и обичаи.

## Изследователска дейност (1820 – 1826)

### Експедиция от Оренбург до Бухара
През 1820 г. Еверсман от Оренбург заминава за Бухара, преоблечен като търговец в състава на руското посолство под прикритието на отряд казаци. В средата на декември достига до Бухара, като по пътя изследва хребета Мугоджари (657 м) и установява, че е най-южното продължение на Урал. В централната част на пустинята Къзълкум открива ниското до 758 м възвишение Букантау, като прави първата научна характеристика на пустинята и привежда доказателства за пресъхването на Аралско море: многочислени солончаци, малки езера, долини на пресъхнали реки.
В Бухара Еверсман, като неофициално лице, на всяка крачка се подлага на опасности. По време на тримесечното си пребиваване в града тайно извършва научни наблюдения и води записките си късно през нощта. Описва пътуването си в издадената през 1823 г. на немски език книга „Reise Orenburg nach Buchara“ (в превод „Пътешествие от Оренбург до Бухара“). През 1821 се завръща в Русия заедно със състава на руското посолство.

### Арало-каспийска експедиция
През 1825 – 1826 г., вече официално в качеството си на лекар, участва в Арало-каспийската военно-топографска експедиция на Фридрих Вилхелм Ремберт фон Берг. През декември 1825 г. експедицията тръгва от Гурев (Атирау) на югоизток, пресича платото Устюрт по 45º с.ш. и достига до възвишението Източен Чинк (256 м), простиращо се покрай западния бряг на Аралско море. От там продължава на север до пустинята Големи Барсуки, завива на запад и по 46º с.ш. се завръща в Гурев. На базата на своите наблюдения Еверсман доказва пълната изолация на каспийския от аралския басейн и доказва, че геоложките пластове на платото Устюрт, навсякъде са хоризонтални, с което слага край на представите за връзката му с Уралските планини.

## Следващи години (1826 – 1860)
През 1828 г. Еверсман става професор по зоология и ботаника в Казанския университет. През следващите десетилетия публикува множество изследвания, които поставят началото на проучването на флората и фауната в степните области на Русия. До 1836 Еверсман почти ежегодно провежда през летните месеци изследвания в оренбургските степи и в Южен Урал. В резултат на тези свои изследвания през 1840 г. публикува „Естественную история Оренбургского края“. В нея той прави обширна характеристика на планината Мугоджари и възвишение Общ Сърт, вододел на реките Урал и Волга.
Умира на 14 април 1860 година в Казан, Русия, на 66-годишна възраст.